# 岩崎四郎
岩﨑 四郎（いわさき しろう、1933年 - 2010年3月4日）は、日本の法務官僚、刑務官。元名古屋矯正管区長。退官後は長崎原爆の研究に取り組んだ。

## 経歴・人物
1933年生まれ。12歳の時に長崎市で被爆した。1956年に九州大学法学部を卒業後、法務省に採用され入省。矯正研修所教官、法務総合研究所研究官を務め、刑事政策に関する論文を多く著した。福岡矯正管区長、広島矯正管区長、名古屋矯正管区長などを歴任して、1993年に退官。2003年に勲三等瑞宝章を受章した。退官後は長崎原爆について研究し、投下に至った経緯を検証するとともに、核軍縮や反戦を訴えた。2010年に腹部大動脈瘤破裂のため死去。

## 著書
- 『原爆に託されたメッセージ―謎解きを試みた一被爆者の半生記』（近代文芸社、1995年）ISBN 978-4773353044
- 『長崎原爆異見録―被爆を体験し検証し実相に迫る』（文芸社、2003年）ISBN 978-4835550046

## 論文
- 「窃盗累犯・詐欺累犯受刑者に関する実証的研究」『法務総合研究所研究部紀要』22、法務総合研究所、1979年。
- 「暴力団関係受刑者に関する研究 」『法務総合研究所研究部紀要』23、法務総合研究所、1980年。
- 「暴力団関係受刑者に関する一考察」『刑政』91（5）、1980年。
- 「再入受刑者の再犯過程に関する研究-1-」『法務総合研究所研究部紀要』24、法務総合研究所、1981年。
- 「21世紀の矯正を展望する」『刑政』99（9）、1988年。

### 訳
- ジョセフ・ワイス著「少年非行の社会的統制に関する諸理論の比較分析--適切な社会統制の崩壊」『刑政』89（9）、1978年。